# فهرست کاتبان مصر باستان

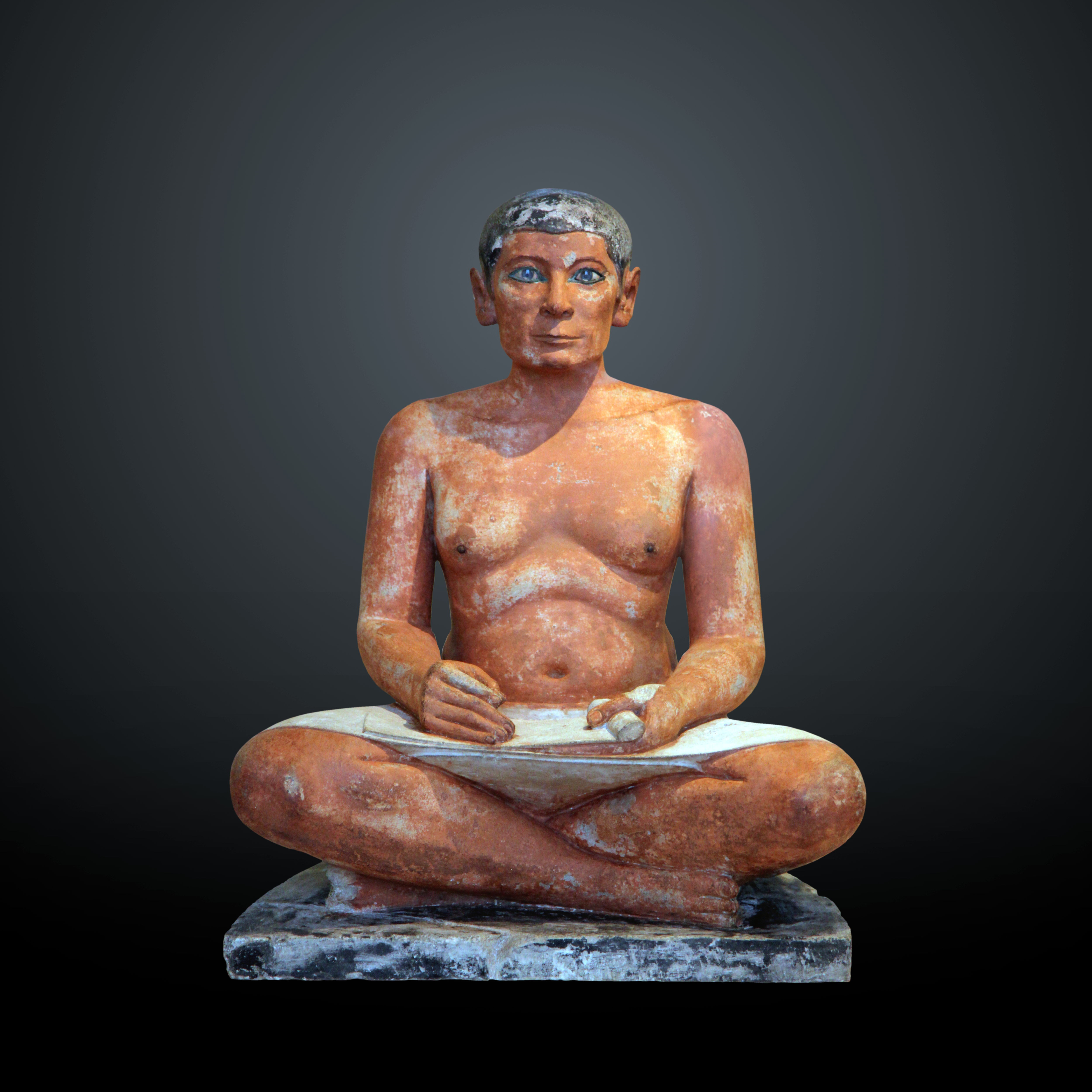
کاتب نشسته، حوالی ۲۶۱۳ تا ۲۴۹۴؛ پیش از میلاد مسیح؛ سنگ آهک رنگ‌شده و کوارتز منبت‌کاری‌شده. موزهٔ لوور

فهرست کاتبان مصر باستان (انگلیسی: List of ancient Egyptian scribes) فهرستی است که در آن نام کاتبان دوران مصر باستان آمده‌است. در خط هیروگلیف برای نشان‌دان واژه‌های کاتب، نوشتن، نوشته‌جات، و غیره از علامت گاردینر Y3 به شکل زیر استفاده می‌شود:
| Y3 |

 از گروه «نوشته‌ها، بازی‌ها و موسیقی». این هیروگلیف نشان‌دهندهٔ طَـبَـق نوشتاری کاتب، یک قاب عمودی برای نگه‌داشتن قلم‌نی‌ها و یک کیسه چرمی برای نگهداری مرکب‌دان‌های حاوی مرکب‌های رنگی (عمدتاً سیاه و قرمز) است.

## فهرست الفبایی
این فهرست کامل نیست؛ با افزودن موارد دیگر از منابع معتبر به گسترش آن کمک کنید.
- احمس
- آمنموپ
- آمنموپ (پاپیروس آناستازی اول)
- آمنهوتپ، پسر حاپو
- آمنموس (پسر پنجرتی)
- آنی، از پاپیروس آنی
- آنخفنامون
- بوتهامون
- دعا-خِـطی-("خِـطی (کاتب)")
- هسی-رع
- حوری
- حونفر
- ایمیسبا
- کعپر
- کن-آمون
- خاخپرنسنب
- مِـنا
- مریرع دوم
- موس
- نخت
- نخت‌مین
- نخت‌مین (کاتب و کشیشِ قاری)
- نب‌آمون
- نفرهوتپ
- پدیامنوپت
- پنثو
- پتاه‌هتپ تشفی
- رامس
- رنی-سنب – مالک صندلی رنیسنب
- روی (نجیب‌زادهٔ مصری)
- ستعو
- کاتب نشسته

## فهرست کاتبان
فهرست کاتبان، که از دوران پادشاهی کهن مصر باستان آغاز می‌گردد.
| کاتب                       | دوره/سلسله                                                                                | توضیحات |
| -------------------------- | ----------------------------------------------------------------------------------------- | --- |
| احمس                       | دوره دوم میانی مصر قرن ۱۷ پیش از میلاد                                                    | بخشی از پاپیروس ریاضی ریند. |
| آمنموپ                     | حوالی سال ۱۲۰۰ پیش از میلاد، دودمان نوزدهم مصر                                            | مؤلف پاپیروس با خط کاهنی: آموزه‌های آمنموپت (طوماری به طول ۳٫۶۵ متر) |
| آمنموپ و حوری              | –                                                                                         | کاتبان مصر، قهرمانان پاپیروس آناستازی اول |
| آمنهوتپ، پسر حاپو          | در دوران حکومت آمنهوتپ سوم                                                                | بعدها به مقام خدایی رسید. |
| آنی (کاتب)                 | دودمان نوزدهم مصر                                                                         | پاپیروس آنی، یا خط‌نویس آنی (یک کتاب مردگان) |
| بای                        | در خدمتِ سیپتاه                                                                            | با عنوان "کاتب و سرپیشخدمت" شروع کرد. یک عمر در "خدمت پادشاه" بود و وظایف بسیاری داشت. به دستور پادشاه و پیش از مرگ سیپتاه اعدام شد. یک خارجی (غیرخودی) بود، و اجازه داده نشد تا در مقبره‌ای که تحت نظر خودش ساخته شده بود، دفن شود. |
| جهوتی (ژنرال)              | یک فرماندهٔ نظامی مهم در دوران تحوتموس سوم                                                 | عنوان‌های بسیاری داشت. کاتب سلطنتی، غیره. |
| دعا-خِـطی                   | –                                                                                         | نویسندهٔ احتمالی: ۱-آموزه‌های دعا-خِـطی ۲-آموزه‌های آمنمهات |
| هسی-رع                     | کاتبِ فرعون جوزر (دودمان سوم مصر)                                                          | بابت کتیبه‌های چوبی‌اش شناخته می‌شود. (هیروگلیف‌های باستانی) |
| حونفر                      | –                                                                                         | – |
| ایرتیراعو                  | کاتب زن (نیتوکریس اول)                                                                    | مقبره‌ٔ TT390 |
| خاخپرنسنب                  | حوالی سال ۲۰۰۰ پیش از میلاد                                                               | – |
| مِـنا                       | –                                                                                         | مقبرهٔ مِـنا، مقبرهٔ TT69 در گورستان‌های باستانی تبای کاتب سرزمین‌های پادشاه |
| مریرع دوم                  | دوره عمارنه                                                                               | (کاتب سلطنتی و عنوان‌های دیگر در دورهٔ نفرتیتی) مقبرهٔ مریرع دوم |
| نخت                        | دوران حکومت تحوتموس چهارم                                                                 | مقبرهٔ شمارهٔ TT52 کاتب و "منجم آمون" |
| نخت‌مین (کاتب و کشیشِ قاری)  | دودمان سیزدهم مصر                                                                         | کاتب و کشیشِ قاری معبد مین در شهر اخمیم در مصر باستان |
| نخت‌مین                     | دودمان هجدهم مصر کاتب پادشاه دارندهٔ لقب‌های دیگر، از جمله «حامل بادبزن در سمت راست پادشاه» | در دورهٔ حکومت توت‌عنخ‌آمون ۵ اوشابتی برای تشییع جنازه توت‌عنخ‌آمون ساخت. |
| نب‌آمون                     | –                                                                                         | مقبره نب‌آمون |
| "نبمروتف"                  | دودمان هجدهم مصر                                                                          | ۲–"بابون-(تحوت) و کاتب" مجسمهٔبابون-(به‌عنوان تحوت)، خدای نمادین برای کاتب |
| پنثو                       | دوران آمارنا                                                                              | – |
| پتاه‌هتپ تشفی (نوهٔ پتاه‌هتپ) | دودمان پنجم مصر تا دودمان ششم مصر/قرن ۲۴ تا ۲۵ پیش از میلاد                               | نویسنده احتمالی اندرزهای اخلاقی پدربزرگش: پندهای پتاه‌هتپ (پتاه‌هتپ را ببینید.) |
| رامس                       | (دوران حکومت رامسس دوم)                                                                   | در «دیر المدینه» زندگی می‌کرد. مقبره‌های شمارهٔ TT7، TT212 و TT250 را برای خود ساخت. کاتب جایگاه راستی |
| رنی-سنب                    | دودمان هجدهم مصر                                                                          | مالک صندلی رنیسنب که اینک در موزه متروپولیتن هنر در معرض دید عموم است. |
| روی (نجیب‌زادهٔ مصری)        | کاتب                                                                                      | مقبرهٔ شمارهٔ TT255 |
| سِـنو                       | دودمان هجدهم مصر                                                                          | کاتب و دبیر ارتش گورستان تونه الجبل |
| ستعو                       | "نایب‌السلطنهٔ پادشاهی کوش", دوران حکومت رامسس دوم                                          | در جوانی "رئیس کاتبان وزیر" بود. |
| تحانونی (تجانونی)          | (دوران حکومت تحوتموس سوم)                                                                 | مقبرهٔ TT74؛ کاتب سلطنتی و فرماندهٔ نظامی (فرماندهٔ سربازان) وقایع‌نگاری مفصلی از پیروزی‌های نظامی تحوتموس سوم تجانونی وقایع نبرد مگیدو را در «تالار سالنامه‌ها» در کرنک ثبت کرده‌است.                                                     |
| کاتب نشسته                 | دودمان چهارم مصر                                                                          | یک مجسمهٔ رنگ‌شده و در اندازهٔ واقعی در لوور |